# Adam Łoś
Adam Karol Ludwik Łoś (ur. 6 lutego 1883, zm. 1942 w Krośnie) herbu Dąbrowa z Grodkowa – współwłaściciel majątku Domażyr, starosta (lub wicestarosta) powiatowy w Krośnie (przed 1939).

## Życiorys
Urodził się w 1883 jako syn Włodzimierza (ziemianina i urzędnika) i Heleną z domu Ponińskiej. Jego rodzeństwem byli Stefania Maria Karolina (1884-1972), Aleksander (1885-1971), Jerzy Tadeusz (1891-1936), Witold (1892-1895), Jerzy (1891-1936, urzędnik). Jego dziadkiem był hr. Karol Franciszek Salezy Łoś (1814-1894, właściciela dóbr ziemskich).
Wywodził się z tzw. starszej linii Łosiów, rodziny senatorskiej, piszącej się z Grodkowa. Głównymi majątkami tej gałęzi rodziny były: Dmytrowice, które po Janie Joachimie Łosiu odziedziczyła jego córka Weronika Henrykowa hr. Łączyńska oraz Kulmatycze, których spadkobiercą był Tadeusz Józef Łoś, syn Karola Franciszka Salezego z drugiego małżeństwa z Barbarą z Berezowskich.
Miał córkę Zofię (ur. 1925), która chodziła do szkoły powszechnej w Krośnie, po śmierci ojca, była pod opieką sióstr Michaelitek w Miejscu Piastowym, a następnie inż. Bergmana i jego żony. Na tym jednak informacje o jej losie się kończą.
Zmarł w 1942 r. w Krośnie, pochowany prawdopodobnie w Krośnie.